# STS-99

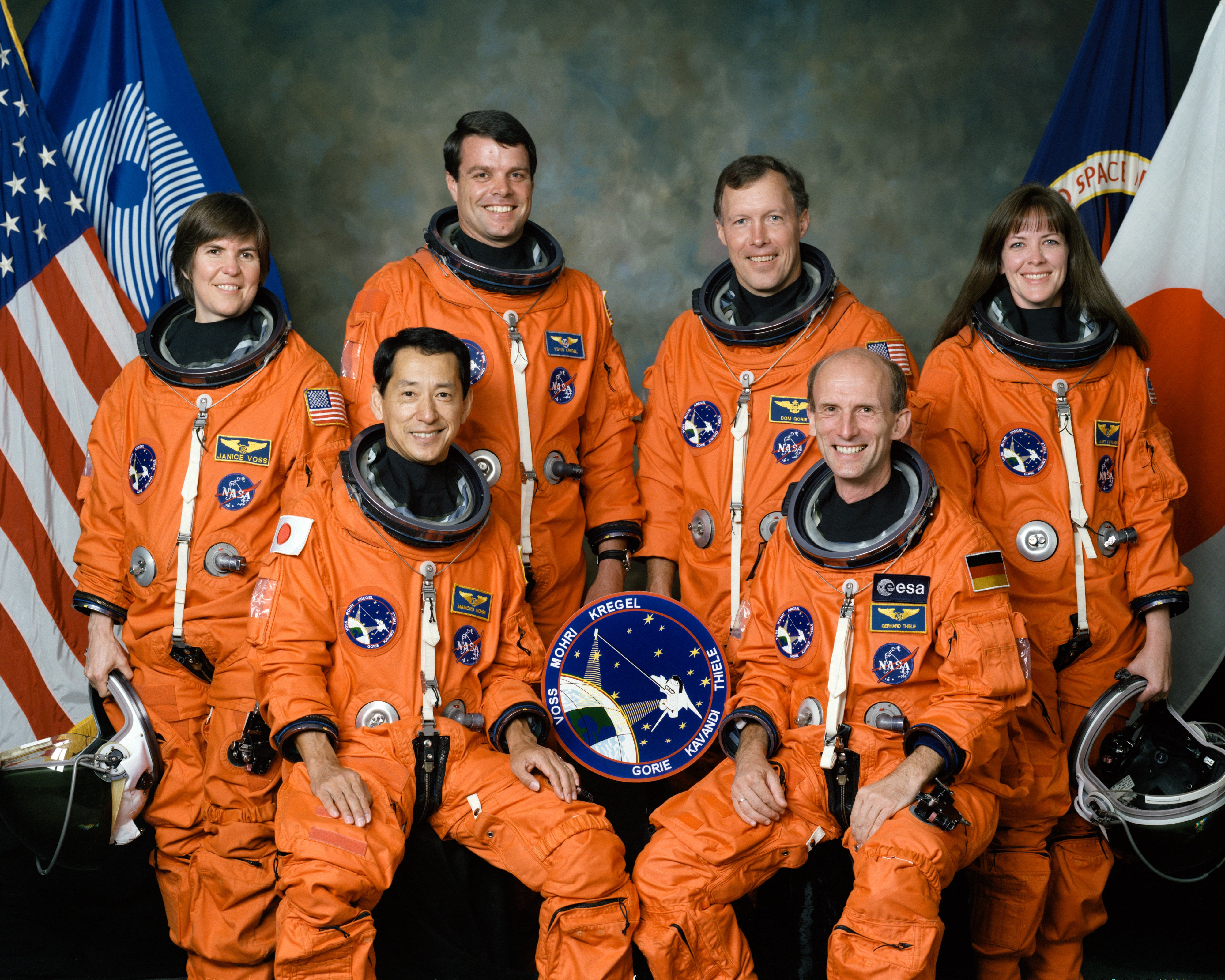
Екіпаж STS-99:(Ліворуч-праворуч): Восс, Морі, Крегель, Горі, Тіле, Каванді

STS-99 — космічний політ шатла «Індевор» за програмою «Спейс Шаттл» (97-й політ програми і 14-й політ «Індевора». Основним завданням була радіолокаційна зйомка поверхні Землі.

## Екіпаж
9 червень 1997 року планувався політ STS-99 за програмою збірки Міжнародної космічної станції (МКС) як МКС-6А, проте згодом цей політ отримав позначення STS-100
- (НАСА)Кевін Крегель (4)[1] — командир.
- (НАСА)Домінік Горі (2) — пілот.
- (ЄКА) Ґергард Тіле (1) — фахівець польоту − 1.
- (НАСА)Джанет Каванді (2) — фахівець польоту − 2 бортінженер.
- (НАСА)Дженіс Восс (5) — фахівець польоту − 3 керівник робіт з корисним навантаженням.
- (JAXA) Мамору Морі (2) — фахівець польоту − 4.

## Параметри польоту
- Маса апарата
  - При старті — 116 376 кг
  - При посадці — 102 63 кг
- Вантажопідйомність — 13 154 кг
- Нахил орбіти — 57,0°
- Період звернення — 89,2 хв
- Перигей — 224 км
- Апогей — 242 км.

## Радіолокаційна топографічна місія шаттла
Головним завданням польоту STS-99 було виконання програми «Радіолокаційна топографічна місія шаттла» або «SRTM» Шаттл Радар Топографія місії — радарної топографічної зйомки поверхні Землі. Саме тому співзамовниками польоту є Управління наук про Землю (НАСА) і Національне картографічне агентство Міністерства оборони США. Отримана завдяки зйомці інформація призначена для використання в наукових і цивільних додатках (проте, в першу чергу у інтересах військових). Крім НАСА і МО США, в проекті брали участь Німецький аерокосмічний центр (DLR) і Італійське космічне агентство (ASI).

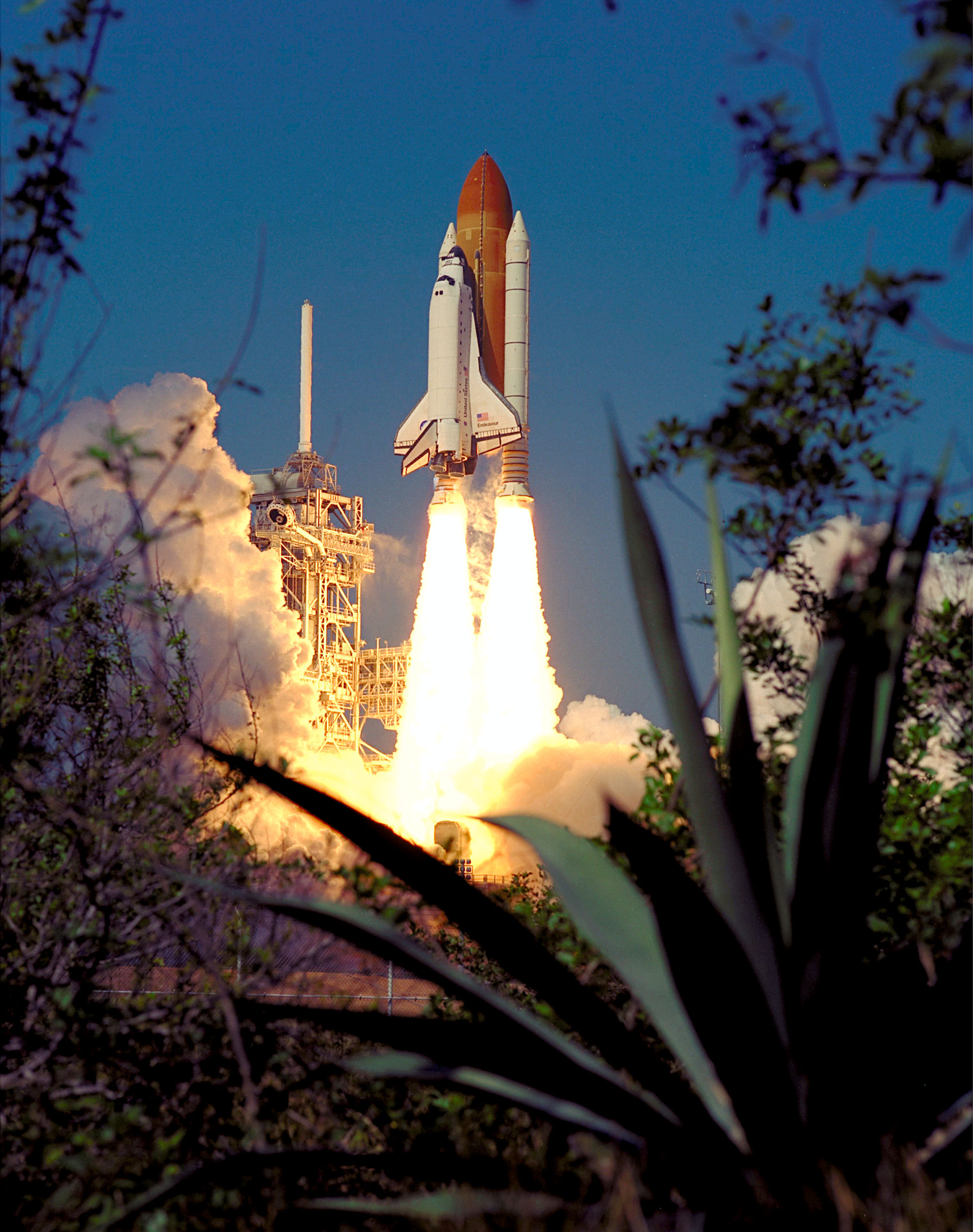
Старт шаттла Індевор, 11 лютого 2000

Хоча перша радіолокаційна зйомка з борту шаттла була вперше проведена в листопаді 1981 року (STS-2), детальна зйомка охоплювала всього близько 30 % суші. В 1995 році Лабораторія реактивного руху (ЛРД або JPL, від англ. Jet Propulsion Laboratory) запропонували картографічне управління Міністерства оборони профінансувати спільно ще одну радіолокаційну місію. «ЛРД» найнялися провести інтерферометричну зйомку і побудувати високоточну цифрову карту рельєфу для 80 % земної суші з дозволом 30 метрів. Даний проєкт отримав назву «SRTM». МО США могли використовувати спеціалізовані супутники і отримати дозвіл в межах 10-20 м, однак варіант з шатлом НАСА обходився на третину дешевше і в більш короткі терміни. 8 липня 1996 року НАСА і МО США уклали угоду, і в серпні почалася реалізація проєкту.

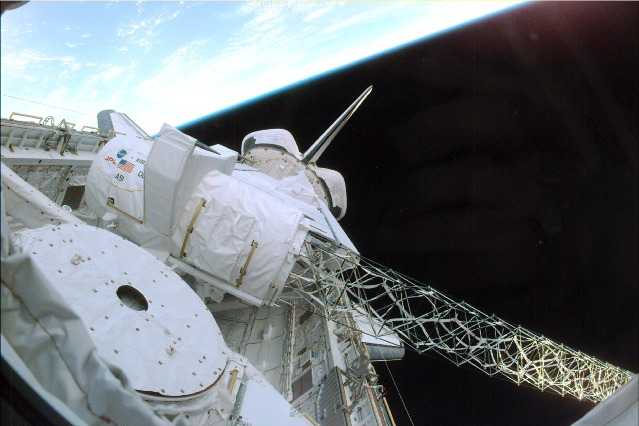

Радіолокаційний комплекс SRTM має загальну масу 13 600 кілограм і включає в себе два інтерферометричних радіолокатора з синтезом апертури. Сама система складається з трьох компонентів: основний антени у вантажному відсіку шаттла, розсувний ферми «ADAM» (англ. Здатний розгортанню копання що щогли) і розташованої на її кінці зовнішньої антени. «ADAM» має 87 60,95 секцій та загальну довжину метрів, на 2000 рік вона була найбільш довгою жорсткою конструкцією, виведеною в космосу.

## Емблема
STS-99 Емблема розроблена самими членами екіпажу. На ній зображено фрагмент Землі без хмарного шару, який ілюструє роботу «SRTM», радар якої проникає через атмосферне покрив. Сітка меридіанів і паралелей на земній кулі підкреслює топографічний характер місії. Шаттл «Індевор» зображений в орбітальній конфігурації з розкритою 60-метровою фермою радара на тлі неба, повного зірок.